# Sigismund Bachrich
Sigismund (Zsigmond) Bachrich, född 23 januari 1841 i Zsámbokrét, död 16 juli 1913 i Wien, var en ungersk musiker.
Bachrich var i 12 år altviolinist i Josef Hellmesbergers stråkkvartett och komponerade kammarmusikverk samt operetter och komiska operor. Han var senare musikpedagog vid Wiens musikkonservatorium och medlem av Arnold Rosés stråkkvartett.